# Hubert Frankemölle
Hubert Frankemölle (* 10. Januar 1939 in Stadtlohn) ist ein deutscher katholischer Theologe. Er ist Neutestamentler und wurde bekannt durch Kommentare zu Schriften des Neuen Testaments und durch Veröffentlichungen zu christlich-jüdischen Fragen und zur Entstehung des Christentums aus dem Judentum.

## Leben
Frankemölle legte 1959 das Abitur am humanistischen Alexander-Hegius-Gymnasium in Ahaus ab. Er studierte Katholische Theologie und Latein in Münster, München und Tübingen. 1968 absolvierte er seine Erste Philologische Staatsprüfung und war anschließend von 1969  bis 1972 zuerst wissenschaftlicher Mitarbeiter, dann wissenschaftlicher Assistent bei Joachim Gnilka im Seminar für neutestamentliche Exegese am Fachbereich Katholische Theologie der Universität Münster. 1972 wurde er mit der Arbeit Jahwe-Bund und Kirche Christi – Studien zur Form- und Traditionsgeschichte des Evangeliums nach Matthäus zum Doktor der Theologie promoviert.
Frankemölle war ab dem Wintersemester 1972/1973 Akademischer Rat, ab 1974 Oberrat für Exegese des Neuen Testaments und Bibelgriechisch in Münster. Ab dem Sommersemester 1979 war er ordentlicher Professor für Exegese des Neuen Testaments am Institut für katholische Theologie der Universität Paderborn und wurde am Ende des Wintersemesters 2003/2004 emeritiert.
Frankemölle ist Mitglied der Arbeitsgemeinschaft der deutschsprachigen katholischen Neutestamentler, deren zweiter Vorsitzender er von 1989 bis 1993 war und deren Vorsitz er von 1993 bis 1997 innehatte. Des Weiteren gehört er der Societas Novi Testamenti an. Von 1984 bis 1993 war er Mitglied des Wissenschaftlichen Beirates des Katholischen Bibelwerks und schließlich ihr erster Vorsitzender.
Von 1982 bis 2004 gab Frankemölle gemeinsam mit dem Alttestamentler Frank-Lothar Hossfeld, Bonn, die Dissertations- und Habilitationsreihe Stuttgarter Biblische Beiträge heraus. Ab 1997 war er Herausgeber der Dissertations- und Habilitationsreihe Neutestamentliche Abhandlungen; seit 2003 geschah dies gemeinsam mit dem Münsteraner Neutestamentler Martin Ebner. Von 1991 bis 1994 war er zweiter, von 1995 bis 1999 erster Fachgutachter der Deutschen Forschungsgemeinschaft (DFG).
1987 gründete Frankemölle die Gesellschaft für christlich-jüdische Zusammenarbeit in Paderborn und war bis 2011 ihr geschäftsführender Vorsitzender. Von 2000 bis 2010 saß er im Vorstand des Deutschen Koordinierungsrates der Gesellschaften für Christlich-Jüdische Zusammenarbeit. 2006 initiierte er und war beteiligt an der Organisation des ersten offiziellen Treffens nach der Schoa der Rabbiner in Deutschland und der Deutschen Bischofskonferenz und der Evangelischen Kirche in Deutschland; diese Treffen fanden bis heute in der "Woche der Brüderlichkeit" eine jährliche Fortsetzung. Seit 1997 war er Mitglied des Gesprächskreises „Juden und Christen“ beim Zentralkomitee der deutschen Katholiken und seit 2007 Mitglied der „Unterkommission für die religiösen Beziehungen zum Judentum“ der Deutschen Bischofskonferenz.
Seit 1966 ist Frankemölle mit der Oberstudienrätin Renate Frankemölle-Stieler verheiratet und hat zwei Kinder.
Frankemölles Arbeitsschwerpunkte sind die methodischen und hermeneutischen Probleme der Auslegung und das Verstehen der Texte des Neuen Testaments im Kontext des griechischsprachigen Judentums um die Zeitenwende.